# Іслам у Намібії
Іслам в Намібії не має великого числа послідовників, його сповідує близько 9000 чоловік.

## Історія
Іслам масово почав проникати на територію Намібії тільки в кінці XX — початку XXI століття. У даний момент іслам сповідують близько 9000 чоловік, переважно представники народу нама. Значне зростання кількості мусульман серед народу нама пов'язане головним чином з зусиллями видатного політика Якуба Салімана Дхамера. Етнічний нама, Якуб Саліман Дхамер у 1980 році прийняв іслам і почав поширення цієї релігії серед представників свого народу.

## Чисельність
Більшість населення Намібії сповідують християнство і традиційні вірування, а іслам залишається релігією меншості. Іслам сповідує менше 0,4 % населення Намібії. Переважна більшість мусульман в Намібії є сунітами.

## Ісламські мечеті і організації Намібії
Перша мечеть в Намібії, звана Ісламським центром Соуето, була заснована в 1986 році. Розташована в місті Віндгуку, в районі Катутуре. У травні 2009 року в Намібії налічувалося 12 мечетей, шість з яких перебували у Віндхуку.
В даний час на курсах по релігійній практиці і основам ісламу в Саудівській Аравії навчаються 24 студента з Намібії, також студенти з цієї країни навчаються в різних ісламських організаціях Південної Африки. Намібійська ісламська асоціація Халяль — найстаріший і найвідоміший у Намібії орган сертифікації Халяль. Визнаний органом сертифікації Халяль в Південній Африці і в багатьох інших ісламських державах. Ця організація, заснована в 2001 році, знаходиться під керівництвом Фарука Насьєра. Намібійська ісламська асоціація Халяль займається сертифікацією продуктів харчування для мусульман.